# メードス
メードス（古希: Μῆδος, Mễdos, 英: Medus）は、ギリシア神話の人物である。アテーナイの王アイゲウスとコルキスの魔女メーデイアの息子。テーセウスと異母兄弟。メーディアの名祖。長母音を省略してメドスとも表記される。

## 神話
夫イアーソーンに捨てられたメーデイアは彼の新たな花嫁と義父を魔法を使って殺し、またイアーソーンとの間に生まれた子供を殺し、コリントスからアテーナイに亡命した。そしてアテーナイのアイゲウス王と結婚した。2人の間には1子メードスが生まれたが、彼らの幸福は長続きしなかった。メーデイアは王宮に現れた青年テーセウスがアイゲウスの息子だと気づかずに謀殺しようとしたため、彼を認知したアイゲウスによってメードスとともに追放された。その後メードスはメーデイアに連れられて母の故郷コルキスに行き、長じたのち周辺諸国を征服してメーディアを建国したが、インドの遠征半ばで世を去った。
一説によると、メードスは母の後を追ってコルキスに船で帰ろうとしたが、嵐によってアイエーテースの王国を奪ったペルセースの国に流されてしまった。そこでメードスは自分は（メーデイアに殺された）コリントス王クレオーンの息子ヒッポテースだと偽った。ペルセースはメードスを投獄したが、後にメーデイアはアルテミスの巫女と身分を偽ってペルセースの国を訪れた。そしてヒッポテースが投獄されていることを知ると、彼が自分の息子だとは思いもせずに自分を殺しに来たのだと考えて、メーデイアの息子メードスが王を殺すためにやって来たに違いないから自分に引き渡してほしいと説得した。しかし実際にメードスが連れて来られるとメーデイアは自分の誤りに気付き、メードスにペルセースを殺すよう命じた。メードスが母に従ってペルセースを殺して王権を奪い返すと、メーデイアはその地をメーディアと名付けた。
シケリアのディオドロスは、ペルセースが奪ったコルキスの王権を取り戻したのはメードスとしている。その後、メードスはコルキスの軍事を掌握して東方に攻め入り、自らの名前にちなんで名付けたメーディア地方を支配した。ただしディオドロスはメーディアの由来に関する物語は悲劇詩人がアテーナイ人の機嫌を取るために作った話であり、メードスをメーデイアがアテーナイから逃亡した後にアジアの高原地方の王との間に生んだ子供とし、領民を自らの名にちなんでメーディア人と名付けたとしている。